# Route nationale 306a
La route nationale 306a, ou RN 306a, était une route nationale française qui reliait Sèvres au  Petit-Clamart via Meudon. Elle fut dans un premier temps renumérotée RN 406 avant d'être déclassée en RD 406.